# Načelo KISS
Načelo KISS je priljubljen rek, uporabljen pri razpravah o oblikovanju, da sodelujoče opomni naj se izogibajo nepotrebne zapletenosti. KISS je akronim za »Naj ostane enostavno, neumno/neumnež« (izvirno angleško Keep it Simple, Stupid). Načelo izraža prepričanje, da večina sistemov deluje najbolje, če so čim enostavnejši. Zato naj bi bila enostavnost ključen cilj oblikovanja.
V tem pomenu ga je začela uporabljati ameriška vojna mornarica leta 1960, povezujejo pa ga tudi z inženirjem Kellyjem Johnsonom, ki je vodil razvoj v ekipi Skunk Works pri proizvajalcu letal Lockheed.

## Sorodna načela
- Manj je več
- Ockhamova britev
- »Vse bi moralo biti narejeno tako enostavno, kot je mogoče, toda ne enostavneje!« Pripisano Albertu Einsteinu, a gre morda za urednikovo parafraziranje njegovega predavanja.[4]